# Damernas lagmångkamp i gymnastik vid olympiska sommarspelen 1984
Damernas lagmångkamp i gymnastik vid olympiska sommarspelen 1984 avgjordes den 30 juli-1 augusti i Los Angeles.

## Medaljörer
| Gren                 | Guld                                                                                                 | Silver                                                                                              | Brons                                                                 |
| Damernas lagmångkamp | Rumänien Lavinia Agache Laura Cutina Cristina Grigoraș Simona Păucă Ecaterina Szabó Mihaela Stănuleț | USA Pamela Bileck Michelle Dusserre Kathy Johnson Julianne McNamara Mary Lou Retton Tracee Talavera | Kina Chen Yongyan Huang Qun Ma Yanhong Wu Jiani Zhou Ping Zhou Qiurui |

## Resultat
| Placering | Lag            | Totalt  |
| --------- | -------------- | ------- |
|           | Rumänien       | 392,200 |
|           | USA            | 391,200 |
|           | Kina           | 388,600 |
| 4         | Västtyskland   | 379,150 |
| 5         | Kanada         | 378,900 |
| 6         | Japan          | 376,750 |
| 7         | Storbritannien | 373,850 |
| 8         | Schweiz        | 373,500 |
| 9         | Spanien        | 372,100 |